# Helia oblongifolia
Helia oblongifolia är en gentianaväxtart som beskrevs av Carl Friedrich Philipp von Martius. Helia oblongifolia ingår i släktet Helia och familjen gentianaväxter. Inga underarter finns listade i Catalogue of Life.